# توم نولان (لاعب كرة قدم أسترالية)
توم نولان (بالإنجليزية: Tom Nolan)‏ هو لاعب كرة قدم أسترالية أسترالي، ولد في 11 ديسمبر 1876 في Wyndham Vale ‏ في أستراليا، وتوفي في 27 مايو 1930 في ريتشموند ‏ في أستراليا.

## وصلات خارجية
- توم نولان على موقع AustralianFootball.com (الإنجليزية)
- توم نولان على موقع AFLtables.com (الإنجليزية)